# Sam Magee (badminton)
Pour les articles homonymes, voir Sam Magee et Magee.
Sam Magee, né le 9 janvier 1990 à Letterkenny, est un joueur de badminton irlandais.

## Palmarès

### Jeux européens
- 2015 à Bakou, Azerbaïdjan
  -  Médaille de bronze en Double Messieurs (avec Joshua Magee)
  -  Médaille de bronze en Double Mixte (avec sa sœur Chloe)